# Deutsche Schwimmmeisterschaften 1913
Die 30. Deutschen Meisterschaften im Schwimmen fanden am 9. und 10. August 1913 in Kassel statt. Es wurde eine Strecke von 100 m sowie 1500 m geschwommen und der Mehrkampf ausgetragen, welche aus Tauchen, Springen und 100 m Schwimmen bestand. Zudem fanden Vorläufe (ohne Meisterschaft) in Tauchen, 200 m Rücken, 100 m Brust, 400 m Brust, 300 m Seite, 4 × 100 m Brust und 3 × 200 m Freistil der Männer statt. Die Staffelsieger erhielten einen „Weltausstellungspreis“. 100 m Freistil sowie 200 m Brust der Frauen fanden ohne Meisterschaft, sondern als Vorläufe statt.
| Disziplin       | Name          | Verein              | Zeit        | Punkte |
| --------------- | ------------- | ------------------- | ----------- | ------ |
| 100 m Freistil  | Kurt Bretting | SC Hellas Magdeburg | 1:05,6 min  | –      |
| 1500 m Freistil | Oskar Schiele | Magdeburger SC 1896 | 24:05,6 min | –      |
| Mehrkampf       | Hans Luber    | SC Poseidon Berlin  | –           | 71,50  |